# Russell George
Russell George (* 1932 in Pitcairn (Pennsylvania)) ist ein US-amerikanischer Jazzmusiker (Kontrabass, auch Geige).

## Leben und Wirken
Russell George stammte aus einer musikalischen Familie und erhielt früh Violinenunterricht. Er spielte zunächst Countrymusik und gewann mit seinen Cousins einige Wettbewerbe. Nach seiner Verpflichtung als Zeitsoldat in der Kriegsmarine, wo er Trompete und Gitarre in der Band spielte, arbeitete er zunächst in Jacksonville (Florida), um dann für das Fernsehen tätig zu sein. Dann zog er nach New York. Ab 1960 spielte er in den Jazzbands von Kai Winding, Marian McPartland und Tony Mottola (mit dem 1962 erste Aufnahmen entstanden), Joe Newman, Pee Wee Russell, Roger Kellaway, Eddie Lockjaw Davis und Bill Watrous. 1967 trat er mit Woody Herman and His Orchestra auf dem Monterey Jazz Festival auf. In den folgenden Jahren spielte er u. a. mit J. J. Johnson, Dave Frishberg,  Stanley Turrentine, Gary McFarland, Urbie Green, O’Donel Levy und Derek Smith; außerdem gehörte er den Begleitbands von Vokalisten wie Barbara Carroll, Peter Dean, Joyce Breach, Ed Reed und Terry Blaine an. In den 2000er Jahren spielte er noch mit Bobby Gordon (Joe Marsala: Lower Register, 2007, mit Randy Reinhart, Keith Ingham, James Chirillo, Vince Giordano) und im Trio mit Joh Hart/Ray Parker (Swingin’ Never Hurt Nobody). Im Bereich des Jazz war er zwischen 1962 und 2012 an 45 Aufnahmesessions beteiligt. Als Studiomusiker arbeitete er ferner mit Judy Collins, Frank Sinatra, Barry Manilow und Paul Simon.